# Scartelaos gigas
Scartelaos gigas är en fiskart som beskrevs av Chu och Wu, 1963. Scartelaos gigas ingår i släktet Scartelaos och familjen smörbultsfiskar. Inga underarter finns listade i Catalogue of Life.